# Chi Chi DeVayne
Zavion Michael Davenport, conocido artísticamente como Chi Chi DeVayne (Shreveport, Luisiana; 24 de septiembre de 1985-Ibidem, 20 de agosto de 2020), fue una drag queen y personalidad televisiva estadounidense, popular por su aparición en los programas de telerrealidad RuPaul's Drag Race y RuPaul's Drag Race All Stars. Tras su participación en el show, DeVayne apareció en varias series de temática drag. En 2018 se le diagnosticó esclerodermia y falleció dos años después luego de contraer neumonía.

## Carrera

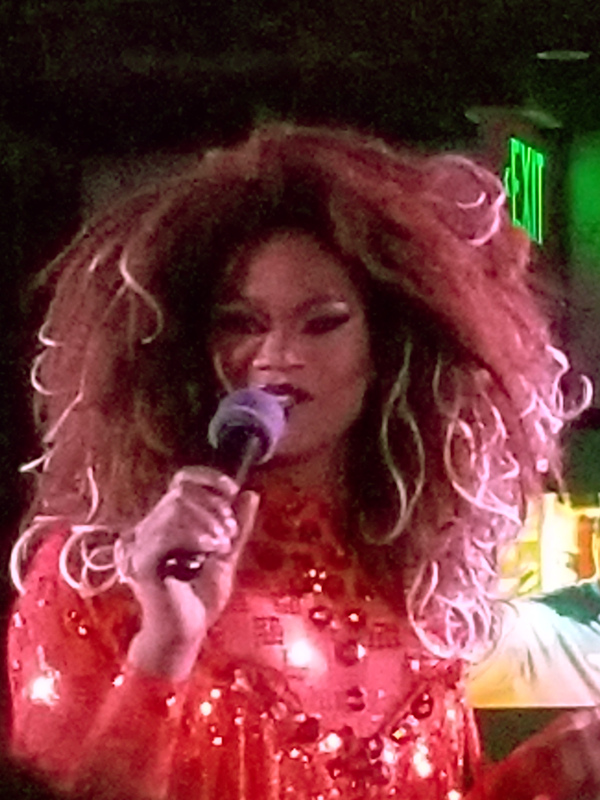
Chi Chi DeVayne, 2018

DeVayne adoptó el nombre artístico de Chi Chi de la película To Wong Foo, Thanks for Everything! Julie Newmar. Compitió en la octava temporada de Drag Race, emitida desde el 7 de marzo de 2016. Avanzó hasta las semifinales del certamen pero fue eliminada. Sobre su experiencia en el programa, afirmó: «Cambió mi vida, todo empezó a ir en una dirección distinta. Antes contemplaba la posibilidad de trabajar en una fábrica en mi ciudad. Es una locura».
En marzo de 2018, DeVayne participó en la serie de Max Emerson Drag Babies, presentada por Bob the Drag Queen. Regresó a la franquicia de Drag Race participando en la tercera temporada de RuPaul's Drag Race All Stars, estrenada el 25 de enero de 2018, siendo eliminada en el cuarto episodio.

## Enfermedad y fallecimiento
En 2018 se le diagnosticó esclerodermia, una enfermedad degenerativa que afecta el tejido conjuntivo. El 17 de julio de 2020 sufrió un fallo renal y acudió a un centro de salud especializado en esclerodermia. Dos días más tarde publicó una actualización en sus redes sociales afirmando: «Dejé pasar demasiado tiempo sin ir al médico y estas son las consecuencias», declarando que en ese momento se le realizaba un tratamiento de diálisis. Varias semanas después desarrolló neumonía, lo que agravó su delicado estado de salud. Falleció el 20 de agosto de 2020, a los treinta y cuatro años.

## Filmografía

### Televisión
| Año  | Título                                     | Papel              | Ref   |
| ---- | ------------------------------------------ | ------------------ | ----- |
| 2016 | RuPaul's Drag Race (temporada 8)           | Concursante        |       |
| 2018 | RuPaul's Drag Race All Stars (temporada 3) | Concursante        |       |
| 2020 | Little America                             | Aparición especial | [ 8 ] |

### Teatro
| Año  | Título            | Papel | Sitio         | Ref   |
| ---- | ----------------- | ----- | ------------- | ----- |
| 2019 | Women Behind Bars | Jo-Jo | The Montalban | [ 9 ] |

### Vídeos musicales
| Año  | Título | Artista                       | Ref    |
| ---- | ------ | ----------------------------- | ------ |
| 2020 | "GFY"  | Randy Boo ft. Chi Chi Devayne | [ 10 ] |

### Series web
| Año  | Título                        | Papel      | Ref    |
| ---- | ----------------------------- | ---------- | ------ |
| 2016 | RuPaul's Drag Race: Untucked  | Ella misma | [ 11 ] |
| 2016 | Cucu Confessions              | Ella misma | [ 12 ] |
| 2017 | How to Makeup                 | Ella misma | [ 13 ] |
| 2017 | Craigslist Missed Connections | Ella misma | [ 14 ] |
| 2018 | COSMO Queens                  | Ella misma | [ 15 ] |
| 2018 | Drag Babies                   | Ella misma | [ 16 ] |
| 2018 | Whatcha Packin'               | Ella misma | [ 17 ] |
| 2019 | Hey Qween                     | Ella misma | [ 18 ] |
| 2020 | Bootleg Opinions              | Ella misma | [ 19 ] |